# Dinastia di Abido

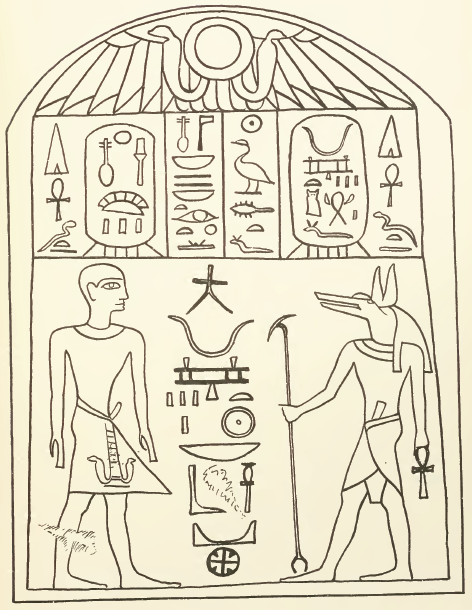
La stele di Upuautemsaf in un disegno di E. A. Wallis Budge.

La dinastia di Abido fu, secondo alcuni egittologi, un'effimera dinastia locale di sovrani i quali avrebbero regnato sul territorio di Abido, in Alto Egitto, durante il secondo periodo intermedio. L'esistenza di tale dinastia venne prima proposta da Detlef Franke nel 1988 e poi elaborata da Kim Ryholt nel 1997.
Questa dinastia sorse intorno al 1650 a.C. in seguito al vuoto di potere lasciato dai faraoni della ormai defunta XIII dinastia; fu quindi coeva di altre dinastie "ufficiali", la XV e la XVI.
Tuttavia, verso il 1630 a.C., dopo appena una ventina d'anni d'esistenza, la dinastia di Abido si estinse, lasciando scarsissime testimonianze e monumenti qualitativamente assai mediocri.
La scoperta nel gennaio 2014 della tomba del faraone Woseribra Senebkay
pare confermare l'esistenza della dinastia; tale tomba è stata rinvenuta a sud di Abido, in una località nota agli antichi egizi come "Montagna di Anubi", che potrebbe rappresentare la necropoli di questi dinasti locali.

## Elenco dei sovrani
Kim Ryholt, nella sua ricostruzione del Canone Reale introdusse la dinastia di Abido, ritenendo che fosse citata quasi completamente nelle parti mancanti del Canone. Da notare che uno dei due Woser...ra citati ai primi posti potrebbe essere il già citato Woseribra Senebkay:
| prenomen                          |
| Woser...ra                        |
| Woser...ra                        |
| otto righe perse nel Canone Reale |
| ...hebra                          |
| tre righe perse nel Canone Reale  |
| ...hebra (?)                      |
| ...webenra                        |

A questi vanno aggiunti tre nomi di incerta collocazione nella dinastia:
| prenomen           | nomen       |
| Sekhemra-neferkhau | Upuautemsaf |
| Sekhemra-khutawy   | Pantjeni    |
| Menkhaura          | Snaaib      |